# Manoir de Brambec d'en Haut
Le manoir de Brambec d'en Haut est situé à Plescop en France.

## Localisation
Le manoir est situé sur le territoire de la commune de Plescop, au lieu-dit Brambec d'en haut, dans le département du Morbihan en région Bretagne.

## Description
Le manoir date des XVIe et XVIIe siècles, le corps de logis est construit en moellon de granite, toiture à longs pans à ruellée couverte d'ardoises. Escalier dans-œuvre : escalier à vis sans jour.

## Historique
Le manoir date des XVIe et XVIIe siècles, il est remanié aux XVIIIe et XIXe siècles dans sa partie ouest (reprise verticale à gauche de la porte). 
Il est inscrit à l'inventaire général du patrimoine culturel.